# DAF 95XF
 (octobre 2015).
Si vous disposez d'ouvrages ou d'articles de référence ou si vous connaissez des sites web de qualité traitant du thème abordé ici, merci de compléter l'article en donnant les références utiles à sa vérifiabilité et en les liant à la section « Notes et références ».

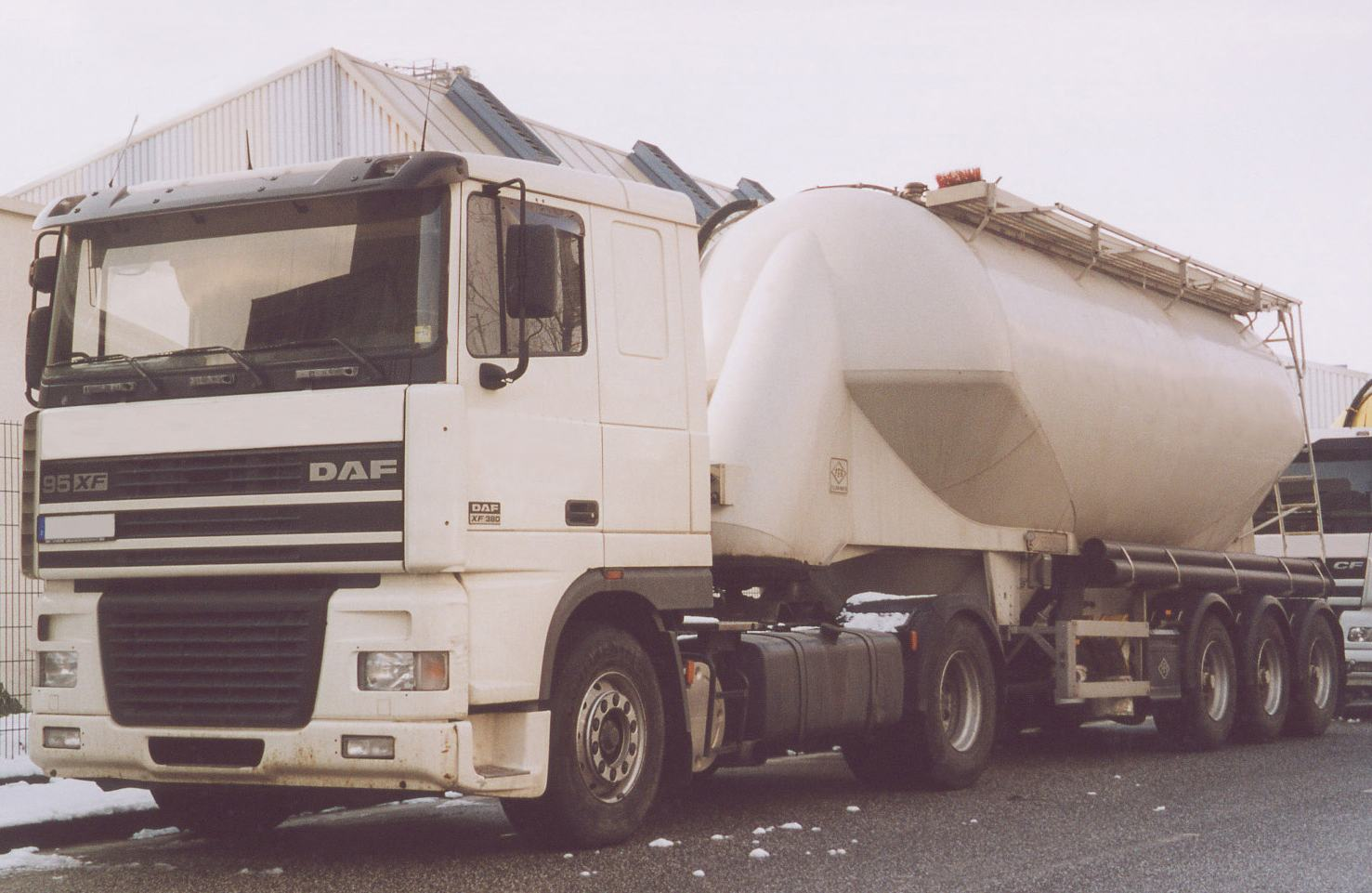
DAF 95xf citerne

Le DAF 95XF est un camion de la marque néerlandaise DAF.
Il est apparu en 1997 pour remplacer le DAF 95. La face avant s'inspire largement du style Mercedes-Benz et notamment L'Actros.
La 95XF est apparue en trois variantes de base :
- Comfortcab
- Space Cab (Comfort avec toit surélevé)
- Super Space Cab (toit encore plus élevé).

La 95XF était disponible en quatre variantes de moteur diesel six cylindres :
- 380 CV
- 430 CH
- 480 CH
- 530 CH.

En 2003, le successeur DAF XF95 a suivi.